# C'est si bon
"C'est si bon" es una canción francesa, con música compuesta en 1947 por Henri Betti, la letra en francés fue escrita por André Hornez. El 18 de enero de 1948, el cantante francés Jean Marco interpretó la canción con Jacques Hélian y su orquesta para la emisora de radio Programme Parisien de la Radiodifusión Francesa.
La letra en inglés fue escrita por Jerry Seelen en 1949 y lleva por título "It's So Good". La canción fue popularizada por  Yves Montand y Louis Armstrong, que interpretaron la canción en francés y en inglés, respectivamente.
La canción también fue interpretada por Eartha Kitt en una versión incluida en 1954 en la película New Faces of 1952, y por Johnny Desmond. La grabación de Desmond fue hecha el 11 de mayo de 1949, por MGM. La grabación de Eartha Kitt lo fue en 1953, por la discográfica RCA Victor.
La cantante germano-belga Angèle Durand la cantó en versión francesa y fue un éxito en Bélgica así como su versión alemana en Alemania en 1950. Según el libro Billboard Top Pop Singles de Joel Whitburn, Danny Kaye grabó una versión en 1950, Conway Twitty también en 1960. 
En 1951, la mexicana Ana María González estrenó en España la versión en castellano  y mucho más adelante, en 2010 y también en España Eva Cortés la interpretó en su disco "El mar de mi vida" (Universal Music), en francés y en español junto al cantaor Miguel Poveda.

## Versiones
- Beegie Adair
- Aimable
- Peter Alexander
- Marcel Amont
- Paul Anka
- Ann-Margret
- Maurice André
- Ray Anthony
- Tina Arena
- Louis Armstrong
- Jean-Pierre Aumont
- Louie Austen
- Justyna Bacz
- Michał Bajor
- Chet Baker
- Josephine Baker
- Karyn Balm
- Eddie Barclay
- Emilie-Claire Barlow
- Dan Barrett
- Joss Baselli
- Gianni Basso
- Norma Bengell
- Benkó Dixieland Band
- Iris Berben
- Polly Bergen
- Henri Betti
- Acker Bilk
- Stanley Black
- Lucky Blondo
- Jonny Blu
- Claude Bolling
- Lillian Boutté
- Keco Brandão
- Joshua Breakstone
- Anita Briem
- Buddha Bar
- Sam Butera
- Igor Butman
- Don Byron
- Tisha Campbell-Martin
- Caravelli
- André Ceccarelli
- Roland Cedermark
- The Chantels
- Maurice Chevalier
- Petula Clark
- Nat King Cole
- Buddy Collette
- Eddie Constantine
- Ian Cooper
- Annie Cordy
- Corneille
- Eva Cortés
- Bing Crosby
- Sophie Darel
- Francis Darizcuren
- Joey Dee
- Christian Delagrange
- Suzy Delair
- Johnny Desmond
- Manu Dibango
- Arielle Dombasle
- Tommy Dorsey
- Angèle Durand
- Vadim Eilenkrig
- Javier Elorrieta
- Chiemi Eri
- Soeurs Étienne
- George Evans
- Bent Fabric
- Franck Fernandel
- Boulou Ferré
- George Feyer
- Pete Fountain
- Renée Franke
- Stan Freberg
- Laura Fygi
- Garou
- Genevieve
- Geraldo
- Roland Gerbeau
- Fernand Gignac
- Yvette Giraud
- Will Glahé
- Benny Goodman
- Anny Gould
- Graffiti6
- Gerri Granger
- Earl Grant
- Stéphane Grappelli
- Grégoire
- Alexander Hacke
- Alfred Hause
- Jacques Hélian
- Margot Hielscher
- Carl Holmberg
- In-Grid
- Ahmad Jamal
- Lucien Jeunesse
- Jaak Joala
- Jill Jones
- Tom Jones
- Georges Jouvin
- Bert Kaempfert
- Madleen Kane
- Mickey Katz
- Grethe Kausland
- Ryo Kawasaki
- Danny Kaye
- Bevlyn Khoo
- Eartha Kitt
- Peter Kleine Schaars
- Earl Klugh
- Hildegard Knef
- Jana Kocianová
- Peter Kraus
- Paul Kuhn
- Biréli Lagrène
- Abbe Lane
- Dorota Lanton
- Maurice Larcange
- Amanda Lear
- Evelyne Leclercq
- Rita Lee
- Michel Legrand
- Jo Lemaire
- Charles Level
- Abbey Lincoln
- Didier Lockwood
- Gina Lollobrigida
- Halie Loren
- The Lucky Duckies
- Awa Ly
- Gisele MacKenzie
- Shirley MacLaine
- Elizabeth MacRae
- Charles Magnante
- Jeane Manson
- Guy Marchand
- René Marie
- Maria Markesini
- Dean Martin
- Jacques Martin
- Nicole Martin
- Skip Martin
- Mireille Mathieu
- Mimie Mathy
- Jean-Baptiste Maunier
- Paul Mauriat
- Tina May
- Marta Mirska
- Eddy Mitchell
- Anna Mjöll
- Yves Montand
- Jane Morgan
- François Moutin
- Micheller Myrtill
- Ivo Niehe
- Bodil Niska
- Maire Ojonen
- Ben l'Oncle Soul
- Lisa Ono
- Frankie Ortega
- Mélanie Pain
- Nicki Parrott
- Jean-Claude Pascal
- Patachou
- Marisa Pavan
- Rita Pavone
- Freda Payne
- Edith Peters
- Miguel Poveda
- Pérez Prado
- Lloyd Price
- Albert Raisner
- Marc Reift
- Line Renaud
- Cliff Richard
- Gérard Rinaldi
- Gale Robbins
- Jimmy Rosenberg
- Annie Ross
- Tino Rossi
- Jean Sablon
- Tony Sandler
- Freddy Schauwecker
- Manfred Schneider
- Janne Schra
- Hazel Scott
- Rhoda Scott
- Patrick Sébastien
- Janet Seidel
- Charlie Shavers
- Allan Sherman
- Victor Silvester
- Bebu Silvetti
- Sinclair
- Bob Sinclar
- Smaïn
- Sonora Matancera
- Jiří Štědroň
- Joscho Stephan
- April Stevens
- Hugo Strasser
- Barbra Streisand
- Les Sunlights
- Take 6
- Jacky Terrasson
- Henry Theel
- André Toussaint
- Conway Twitty
- Atakan Ünüvar
- Oscar Valdambrini
- Caterina Valente
- Caroll Vanwelden
- Billy Vaughn
- André Verchuren
- Maria Vincent
- Bobby Vinton
- Vlaams Radio Koor
- Dionne Warwick
- Horst Wende
- Nikki Yanofsky
- Ralph Young